# Keith Allan
Keith Allan (1º giugno 1969) è un attore e sceneggiatore statunitense, noto al pubblico per il ruolo di Murphy nella serie televisiva post-apocalittica Z Nation.
Ha recitato anche in altri film del genere zombie.

## Filmografia

### Attore
- Meat Loaf: To Hell and Back (2000)
- ARK, the Adventures of Animal Rescue Kids (2000)
- Streghe (Charmed) - serie televisiva (2000)
- Will & Grace - serie televisiva (2000)
- Buffy l'ammazzavampiri - serie televisiva (2000)
- Comedy Central Thanxgiveaway: Home Fires (2001)
- Three Sisters (2002)
- CSI: Scena del crimine - serie televisiva (2002)
- Star Trek: Enterprise (2002)
- The Truth About Beef Jerky (2002)
- Dragnet - serie televisiva (2003)
- Jack Woody (2003) - corto
- Le cose che amo di te (2004)
- Scrubs - serie televisiva (2006)
- Close to Home (2006)
- Turbo Dates (2008)
- The Perfect Sleep (2009)
- I maghi di Waverly - serie televisiva (2009)
- Big Time Rush (2010)
- Victorius - serie televisiva (2011)
- Mad Men (2012)
- Rise of the Zombies (2012)
- Non fidarti della str**** dell'interno 23 (2012)
- Vicini del terzo tipo - serie televisiva (2013)
- Social Nightmare (2013)
- Welcome to the Family - serie televisiva (2013)
- Zombie Night (2013)
- Z Nation (2014-2018)
- The Shoot (2014)
- Kill Me, Deadly (2014)
- The Good Doctor - serie televisiva (2017)

### Sceneggiatore
- Billy and Sally Go Bionic (2008)
- 11/11/11 (2011)
- Rise of the Zombies (2012)
- Social Nightmare (2013)
- Ragin Cajun Redneck Gators (2013)
- Zombie Night (2013)

## Doppiatori italiani
Nelle versioni in italiano delle opere in cui ha recitato, Keith Allan è stato doppiato da:
- Pasquale Anselmo in Star Trek: Enterprise
- Marco Bassetti in Mad Men
- Alberto Bognanni in Z Nation
- Christian Iansante in The Good Doctor
- Massimo De Ambrosis in Stumptown